# Frauenkappelen
Frauenkappelen est une commune suisse du canton de Berne, située dans l'arrondissement administratif de Berne-Mittelland.

## Personnalités
- Joel Vermin, joueur de hockey